# Colonia las Delicias
Colonia las Delicias är en ort i Mexiko.   Den ligger i kommunen Jalacingo och delstaten Veracruz, i den sydöstra delen av landet, 190 km öster om huvudstaden Mexico City. Colonia las Delicias ligger 2 594 meter över havet och antalet invånare är 111.
Terrängen runt Colonia las Delicias är huvudsakligen kuperad, men åt sydost är den platt. Runt Colonia las Delicias är det ganska tätbefolkat, med 90 invånare per kvadratkilometer. Närmaste större samhälle är Teziutlan, 12,4 km norr om Colonia las Delicias. Trakten runt Colonia las Delicias består till största delen av jordbruksmark.